# Llista de jutges d'Arborea
Els jutges (sobirans) d'Arborea governaven el Jutjat d'Arborea, a l'oest de Sardenya.

## Llista de jutges
- Gonnari Comit de Salanis (o Gunnari Comit de Salanis), jutge d'Arborea i Torres, començaments del segle xi
- Barisó d'Arborea i Torres meitat del segle XI
- Marià I de Zori vers 1060-1070
- Orsoc I d'Arborea vers 1070-1102
- Comit I d'Orrù vers 1102-?
- Constantí I de Lacon començaments del segle XII
- Torbè d'Arborea ?-?
- Orsoc II de Zori ?-1122
- Orsoc III d'Arborea i Comit II d'Arborea, jutges de fet
- Comit III d'Arborea 1122-1146
- Barisó I d'Arborea 1146-1185
- Hug I d'Arborea 1185-1221 (conjutge 1192-1195)
- Pere I d'Arborea 1185-1192 (conjutge 1192-1214)
- Barisó II d'Arborea conjutge 1214-1217 (Barisó Torxitori IV de Càller)
- Pere II d'Arborea (proclamat jutge únic des del 1217) 1221-1241
- Marià II d'Arborea 1241-1295 o 1297 (nominal del 1255 al 1264)
- Guillem de Capraia, regent 1241-1255, jutge 1255-1264
- Nicolau de Capraia 1264 (nominal del 1264 al 1274)
- Joan d'Arborea 1295 o 1297-1304
- Andreuot d'Arborea, associat 1295 o 1297-1304, conjutge 1304-1308
- Marià III d'Arborea, associat 1295 o 1297-1304, conjutge 1304-1308, sol 1308-1321
- Hug II d'Arborea 1321-1336
- Pere III d'Arborea 1336-1347
- Marià IV d'Arborea el gran 1347-1376
- Hug III d'Arborea 1376-1383
- Leonor d'Arborea, regent 1383-1402
- Frederic I d'Arborea 1383-1388
- Marià V d'Arborea 1388-1407
- Guillem d'Arborea 1407-1410, va vendre el jutjat al rei de Catalunya-Arago el 1410.
- Lleonard Cubell, regent 1407-1408 i 1409-1410, després marquès d'Oristany i comte del Goceà (1410-1427, mantingué els drets al jutjat)
- Brancaleone Doria, 1408-1409
- Antoni Cubell marquès d'Oristany i comte del Goceà, jutge titular d'Arborea 1427-1463
- Salvador Cubell marquès d'Oristany i comte del Goceà, jutge titular d'Arborea 1463-1470
- Els drets van passar als Alagó, senyors de Sastago i Pina el 1470